# Rousset, Hautes-Alpes

Rousset este o comună în departamentul Hautes-Alpes, Franța. În 1 ianuarie 2022 avea o populație de 168 de locuitori.